# Hide and Seek
『Hide and Seek』（ハイド アンド シーク）は、Plastic Treeのメジャー1枚目のオリジナル・アルバム。1997年7月10日発売。発売元はワーナーミュージック・ジャパン。

## 概要
インディーズ時代のアルバム『Strange fruits -奇妙な果実-』から約1年7か月ぶりのリリース。シングル表題曲1曲を含めた11曲が収録。2010年8月25日に再発盤が発売（収録内容は同一）。
初回プレス盤は特製ポスター付。
12thオリジナルアルバム『インク』（2012年12月12日発売）の完全生産限定盤、初回限定盤に、本作を完全再構築したセルフカバーアルバム『Hide and Seek (Rebuild)』が付属した。

## 収録曲
| 全作詞: 竜太郎、全作曲: 正、全編曲: Plastic Tree。 |                            |        |            |      |
| #                                                  | タイトル                   | 作詞   | 作曲・編曲 | 時間 |
| 1.                                                 | 「痛い青」                 | 竜太郎 | 正         | 5:32 |
| 2.                                                 | 「エーテルノート」         | 竜太郎 | 正         | 5:08 |
| 3.                                                 | 「割れた窓」(1stシングル)  | 竜太郎 | 正         | 3:34 |
| 4.                                                 | 「クローゼットチャイルド」 | 竜太郎 | 正         | 4:17 |
| 5.                                                 | 「スノーフラワー」         | 竜太郎 | 正         | 5:21 |
| 6.                                                 | 「Hide and Seek #2」       | 竜太郎 | 正         | 1:17 |
| 7.                                                 | 「トランスオレンジ」       | 竜太郎 | 正         | 4:30 |
| 8.                                                 | 「まひるの月」             | 竜太郎 | 正         | 4:13 |
| 9.                                                 | 「水葬。」                 | 竜太郎 | 正         | 5:39 |
| 10.                                                | 「ねじまきノイローゼ」     | 竜太郎 | 正         | 3:02 |
| 11.                                                | 「Hide and Seek #1」       | 竜太郎 | 正         | 4:14 |
| 合計時間:                                          | 合計時間:                  | 46:47  |            |      |

## 収録ベスト・アルバム
- 『Cut 〜Early Songs Best Selection〜』（#1、#2、#3、#8）
- 『Single Collection』（#3）
- 『Premium Best』（#1、#2）
- 『Best Album 白盤』（#1）
- 『ALL TIME THE BEST』（#3、#4、#7、#8、#10）
- 『Premium Best 〜2010 Expanded Edition〜』（#1、#2）